# A Desforra da Titia
A Desforra da Titia é um curta-metragem brasileiro de 1995, do gênero comédia, dirigido por Eduardo Ramos Quirino e Reinaldo Pinheiro e escrito por Reinaldo Pinheiro e Miriam Chnaiderman. É o primeiro curta dirigido em parceria por Eduardo e Reinaldo. Anos depois, voltariam a trabalhar juntos no premiado BMW Vermelho.

## Sinopse
O filme resgata o universo das histórias eróticas e sensuais do desenhista Carlos Zéfiro, criador nos anos 50 e 60 dos famosos "catecismos".

## Prêmios
1995
- Festival de Gramado
  - Melhor Atriz de Curta-Metragem
  - Cristina Mullins[3]